# 張金鑑 (清朝官員)
張金鑑，字卓英，號子銘，清朝官員。廣東東莞城內人。

## 生平
張金鑑少年聰穎，善於作文、書法。道光十九年（1839年）中己亥科舉人，道光二十四年（1844年）中甲辰科進士，分至禮部，任軍機章京。告假歸鄉期間，捐資重修寶安書院。咸豐四年（1854年），東莞天地會首领何禄起事反清，張金鑑率鄉勇抗擊，起事被平定之後，奏保以任用為郎中。金鑑為人平和，與人交往，胸無城府。後主講寶安書院，不久卒，享年四十六歲。